# Autovía A-60
Die Autovía A-60 oder Autovía Valladolid–León ist eine Autobahn in Spanien. Die Autobahn soll nach ihrer Fertigstellung in Valladolid beginnen und in León enden. Diese Autobahn ist zum Teil fertiggestellt, überwiegend jedoch in der Planung.

## Größere Städte an der Autobahn
- Valladolid
- León

## Aktueller Stand
| Abschnitt                            | Länge    | Verkehrsübergabe                         | Stand (09/2017)                                  |
| ------------------------------------ | -------- | ---------------------------------------- | ------------------------------------------------ |
| Valladolid – Zaratán                 | 003,5 km | 2009                                     | In Betrieb                                       |
| Zaratán – Flughafen Valladolid       | 015,3 km | 1. Oktober 2013                          | In Betrieb                                       |
| Flughafen Valladolid – Santas Martas | 093,0 km | unbekannt                                | Ausschreibung                                    |
| Santas Martas – Brücke Villarente    | 020,0 km | (voraussichtlich Oktober 2018[veraltet]) | im Bau, Fertigstellung 10/2018 geplant[veraltet] |
| Brücke Villarente – León             | 007,3 km | 30. Oktober 2012                         | In Betrieb                                       |